# Bettina elsker en Soldat
Bettina elsker en Soldat er en amerikansk stumfilm fra 1916 af Rupert Julian.

## Medvirkende
- Louise Lovely som Bettina Scott.
- George Berrell som Abbé Constantin.
- Rupert Julian som Jean Reynaud.
- Francelia Billington som Suzie Scott.
- Zoe Rae som Bella.